# Leiostyla callathiscus
Leiostyla callathiscus é uma espécie de gastrópode  da família Pupillidae.
É endémica de Portugal.